# Hyboella jinxiensis
Hyboella jinxiensis är en insektsart som beskrevs av Deng, W.-a., Z. Zheng och S.-z. Wei 2007. Hyboella jinxiensis ingår i släktet Hyboella och familjen torngräshoppor. Inga underarter finns listade i Catalogue of Life.